# Celloconcert in A groot (C.P.E. Bach)
Het Celloconcert in A groot, Wq 172/H439 is een compositie van Carl Philip Emanuel Bach geschreven in het jaar  1753.
Het werk bestaat uit drie delen:
1. Allegro
2. Largo con sordini, mesto
3. Allegro assai

De cello wordt begeleid door een strijkorkest en een klavecimbel. Het stuk heeft een duur van om en nabij de 20 minuten. 
Het laatste deel van dit werk werd van 1990 t/m 2016 gebruikt als intromuziek voor Het Groot Dictee der Nederlandse Taal.